# غوارشكان
غوارشكان (بالفارسية: گوارشکان) هي قرية تقع في قسم رادكان الريفي (مقاطعة تشناران) في إيران. يقدر عدد سكانها بـ 180 نسمة بحسب إحصاء 2016.